# Lư Triển Công
Lư Triển Công (sinh tháng 5 năm 1952) là chính khách nước Cộng hòa Nhân dân Trung Hoa. Ông là, từ năm 2013, một Phó Chủ tịch của Ủy ban Toàn quốc Hội nghị Hiệp thương Chính trị Nhân dân Trung Quốc, và trước đó từng là Bí thư Tỉnh ủy tỉnh Hà Nam (Trung Quốc), Bí thư Tỉnh ủy tỉnh Phúc Kiến, Tỉnh trưởng Chính phủ Nhân dân tỉnh Phúc Kiến.

## Tiểu sử
Lư Triển Công được sinh ra ở Từ Khê, tỉnh Chiết Giang, ông gia nhập lực lượng lao động tháng 3 năm 1969, và gia nhập Đảng Cộng sản Trung Quốc (CPC) vào tháng 1 năm 1975.
Vào tháng 9 năm 1988, ông trở thành Phó Bí thư Thành ủy Gia Hưng và Bí thư Ủy ban Kiểm tra Kỷ luật Thành ủy Gia Hưng, tỉnh Chiết Giang. Tháng 12 năm 1989, ông được bổ nhiệm làm Bí thư Thành ủy Gia Hưng. Tháng 3 năm 1991, ông trở thành Phó Trưởng ban Tổ chức Tỉnh ủy Chiết Giang. Ông được thăng chức Trưởng ban Tổ chức Tỉnh ủy Chiết Giang và là một thành viên của Ban Thường vụ Tỉnh ủy Chiết Giang vào tháng 12 năm 1992. Một năm sau, ông trở thành Phó Bí thư Tỉnh ủy Chiết Giang kiêm Trưởng ban Tổ chức Tỉnh ủy Chiết Giang.
Tháng 7 năm 1996, Lữ Triển Công được bổ nhiệm làm Phó Bí thư Tỉnh ủy Hà Bắc. Tháng 10 năm 1998, ông trở thành Phó Chủ tịch của Tổng Công hội toàn quốc Trung Quốc, Bí thư Ban Bí thư Tổng Công hội toàn quốc và Phó Bí thư Ban Cán sự Đảng Tổng Công hội toàn quốc - tương đương Tổng Liên đoàn lao động. Tháng 1 năm 2001, ông được bổ nhiệm làm Phó Bí thư Tỉnh ủy Phúc Kiến, và trở thành Phó Tỉnh trưởng và sau đó là quyền Tỉnh trưởng tỉnh Phúc Kiến tháng 10 năm 2002. Ông chính thức được bầu giữ chức vụ Tỉnh trưởng tỉnh Phúc Kiến vào tháng 1 năm 2003. Tháng 2 năm 2004, ông trở thành quyền Bí thư Tỉnh ủy Phúc Kiến, và vào ngày 16 tháng 12 năm đó, ông từ chức Tỉnh trưởng tỉnh Phúc Kiến và trở thành Bí thư Tỉnh ủy của tỉnh. Tháng 1 năm 2005, ông được bầu kiêm nhiệm chức vụ Chủ nhiệm Ủy ban Thường vụ Đại hội đại biểu nhân dân tỉnh Phúc Kiến. Tháng 12 năm 2009, Lư Triển Công được bổ nhiệm làm Bí thư Tỉnh ủy tỉnh Hà Nam, đông dân nhất của Trung Quốc. Ngày 30 tháng 10 năm 2011, tại hội nghị toàn thể lần thứ nhất của Tỉnh ủy Hà Nam khóa IX, ông được bầu làm Bí thư Tỉnh ủy Hà Nam.
Lư Triển Công là Ủy viên dự khuyết Uỷ ban Trung ương Đảng Cộng sản Trung Quốc khóa 15 (1997 - 2002), và là Ủy viên chính thức của Ủy ban Trung ương Đảng Cộng sản Trung Quốc các khóa 16 (2002 - 2007), 17 (2007 - 2012), 18 (2012 - 2017) và khóa 19.